# Prinzessin Aschenbrödel
Prinzessin Aschenbrödel (Originaltitel: Cenerentola e il signor Bonaventura) ist ein italienischer Märchenfilm aus dem Jahr 1941, der die Figur des Aschenputtels aufnimmt. Regie führte Sergio Tofano. Der Film kam erst nach dem Zweiten Weltkrieg, 1952, in einer um 11 Minuten gekürzten Fassung in die deutschen Kinos.

## Handlung
Aschenbrödel hat ihren Prinzen geheiratet und lebt ein fröhliches Leben bei Hofe, geliebt und unbekümmert. Den beiden bösen Stiefschwestern gelingt es jedoch durch ihre Intrigen, dass Aschenbrödel davongejagt wird. Der Prinz möchte ihr folgen, was ihm vom König verboten wird. Jedoch machen sich Herr Bonaventura und der schöne Cece auf die Suche nach ihr. Ihre Reise wird begleitet von Gefahren: Der grausame Räuber Barbariccia, eine Hexe und ein wilder Riese bringen die Mission in Gefahr, doch am Schluss kann mit Hilfe einer guten Fee Aschenbrödel wieder zurückgebracht werden.

## Kritik
Giuseppe De Santis bemängelte, Regisseur Tofano habe viel von seiner Genialität verloren, die Motive stünden unverbunden nebeneinander und zeugten nicht von gutem Geschmack.
Dagegen sah das Lexikon des internationalen Films einen „sorgfältig gestaltete(n) Märchenfilm voll verhaltenem Humor, kindlicher Fantasie sehr angepaßt.“ Dem Filmbeobachter dagegen ging die Weiterführung der Geschichte „bei allem Respekt vor südländischen Kapriolen und romantischer Ironie (…) wohl doch ein wenig zu weit.“